# Sainte-Foy-lès-Lyon
Sainte-Foy-lès-Lyon ist eine französische Gemeinde mit 21.893 Einwohnern (Stand 1. Januar 2022) in der Métropole de Lyon in der Region Auvergne-Rhône-Alpes. Sie liegt an der westlichen Stadtgrenze von Lyon, bildet aber selbst eine eigenständige Gemeinde.
Der Name des Ortes setzt sich zusammen aus dem Namen der Heiligen Fides von Agen (frz. Sainte-Foy) und der unmittelbaren Nähe zur Stadt Lyon. Die heilige Fides war ein 12-jähriges Mädchen, das im Jahre 303 während der Herrschaft des römischen Kaisers Maximian auf Befehl des damaligen Prokonsuls Dacianus enthauptet wurde. Die Einwohner der Stadt nennen sich Fidésiens.
Die Stadt bietet ein angenehmes Klima, viel Grün und das Stadtzentrum ist nicht mehr als etwa 20 Minuten Fahrzeit mit dem Auto von Lyon entfernt, wahlweise kann man die Angebote des öffentlichen Nahverkehrs mit dem Autobus nutzen. In der Stadt sind noch Reste eines römischen Aquäduktes zu sehen, die Straßen und Plätze sind gepflastert und recht eng.

## Geographie
Sainte-Foy-lès-Lyon liegt etwas höher als Lyon, genau südlich der im neobyzantinischen Stil gehaltenen Basilika von Notre-Dame de Fourvière, oberhalb der östlich gelegenen Mündung der Saône in die Rhone, und etwa fünf Kilometer südsüdwestlich des Stadtzentrums von Lyon. Die Stadt grenzt im Westen an das Yzeron-Tal und die Stadt Francheville und im Süden an die Gemeinde Oullins-Pierre-Bénite.

## Geschichte
|  |

Der Ort war, nahe der gallischen Stadt Lugdunum, mit Sicherheit auch in römischer Zeit besiedelt. Einer der längsten römischen Aquädukte zu Wasserversorgung der Stadt Lugdunum, von dem noch Reste zu sehen sind, führte über das Gebiet des Ortes.
Die älteste bekannte Erwähnung von Sainte-Foy datiert aus dem Jahr 1170, der Ort mit einer Kirche gehörte damals den Kanonikern von Saint-Just. Im Jahr 1189 geriet Sainte-Foy bis zur Revolution unter Abhängigkeit des Domkapitels Saint-Jean. Im Jahr 1834 wurde eine städtische Schule eröffnet und 1835 wurde ein Fahrdienst mit Pferdeomnibussen eingerichtet. Seit 1840 gibt es einen Wochenmarkt. Nachdem in diesem Jahr auch das alte Kirchengebäude vollständig abgerissen worden war, konnte der Neubau der Gemeindekirche an gleicher Stelle im Jahr 1843 wieder geweiht werden.
Im Jahr 1844 verstarb der Schöpfer der Handpuppe Guignol Laurent Mourguet. In seinem Geburtshaus entstand ein Kino, das den Namen seiner Frau trägt (Cinéma Jeanne Mourguet).
Ab dem Jahr 1880 verlor der durch die Reblaus geschädigte Weinbau an Bedeutung und wurde zunehmend durch Obstanbau ersetzt. Im Jahr 1885 wurde der Ortsteil La Mulatière unabhängig. Im Jahr 1893 wurde ein Krankenhaus errichtet und ab 1894 wurde eine Straßenbeleuchtung installiert. Ab dem Jahr 1974 begann die Ansiedlung des Pharmaunternehmens Laboratoires Boiron in Sainte Foy. Im Jahr 1986 besuchte Papst Johannes Paul II. die Stadt.
Sainte-Foy-lès-Lyon war bis 2015 Hauptort des Kantons Sainte-Foy-lès-Lyon.

## Wirtschaft
Sainte Foy kann auf mehr als 300 Betriebe und auf wichtige Industrien, insbesondere im pharmazeutischen Bereich, verweisen. Die Laboratoires Boiron S.A. gehören zu den bekannteren Unternehmen in der Homöopathie. In der Rhône-Gegend ist Sainte-Foy-lès-Lyon auch bekannt für seine Weine.

## Städtepartnerschaften
Es bestehen Städtepartnerschaften mit Lichfield in England und seit 1967 Limburg an der Lahn in Hessen.

## Persönlichkeiten
- Ferdinand Arnodin (1845–1924), Ingenieur und Industrieller
- Marcel Achard (1899–1974), Dramatiker und Drehbuchautor
- Éric-Emmanuel Schmitt (* 1960), Romancier, Dramatiker und Filmregisseur
- Florian Maurice (* 1974), Fußballspieler
- Frédéric Kanouté (* 1977), Fußballspieler
- Florent Balmont (* 1980), Fußballspieler
- Victor Jouseau (* 1989), Fußballspieler
- Mehdi Zeffane (* 1992), Fußballspieler